# Saint-Pellerin (Eure-et-Loir)
Saint-Pellerin is een plaats en voormalige gemeente in het Franse departement Eure-et-Loir in de regio Centre-Val de Loire. De plaats maakt deel uit van het arrondissement Châteaudun. 

## Geschiedenis
De gemeente is op 1 januari 2017 gefuseerd met in de gemeenten Arrou, Boisgasson, Châtillon-en-Dunois, Courtalain en Langey tot de Commune nouvelle d’Arrou, die sinds 1 januari 2023 Vald'Yerre heet.

## Geografie
De oppervlakte van Saint-Pellerin bedraagt 13,7 km², de bevolkingsdichtheid is 23,3 inwoners per km².
De onderstaande kaart toont de ligging van Saint-Pellerin (Eure-et-Loir) met de belangrijkste infrastructuur en aangrenzende gemeenten.

## Demografie
Onderstaande figuur toont het verloop van het inwonertal.
Arrou · Boisgasson · Châtillon-en-Dunois · Courtalain · Langey · Saint-Pellerin